# EF Education-TIBCO-SVB
O EF Education-TIBCO-SVB (código UCI: TIB) é uma equipa de ciclismo feminino dos Estados Unidos de categoria UCI Women's WorldTeam, máxima categoria feminina do ciclismo em estrada a nível mundial.

## Material ciclista
A equipa utiliza bicicletas Fuji e componentes Shimano.

## Classificações UCI
As classificações da equipa e do seu ciclista mais destacado são as seguintes:
| Temporada | Classificação por equipas | Melhor corredor | Posição |
| 2016      | 19.º                      | Lauren Stephens | 69.º    |
| 2017      | 14.º                      | Lauren Stephens | 23.º    |

## Palmarés
Para anos anteriores veja-se: Palmarés da EF Education-TIBCO-SVB.

### Palmarés de 2022

#### UCI WorldTour Feminino
| Datas | Corridas | Vencedora |

#### UCI ProSeries
| Datas     | Corridas                          | Vencedora      |
| 1 de maio | 2.ª etapa do Festival Elsy Jacobs | Veronica Ewers |

#### Calendário UCI Feminino
| Datas       | Corridas                                               | Vencedora               |
| 27 de abril | 1.ª etapa do Tour de Gila                              | Kristabel Doebel-Hickok |
| 29 de abril | 3.ª etapa do Tour de Gila (CRI)                        | Kristabel Doebel-Hickok |
| 11 de maio  | Clássica Féminas de Navarra                            | Veronica Ewers          |
| 21 de maio  | 3.ª etapa da Joe Martin Stage Race (CRI)               | Emma Langley            |
| 22 de maio  | Joe Martin Stage Race                                  | Emma Langley            |
| 5 de agosto | 1.ª etapa A de o Tour Internacional dos Pirenéus (CRE) | EF Education-TIBCO-SVB  |
| 5 de agosto | 1.ª etapa B do Tour Internacional dos Pirenéus         | Kristabel Doebel-Hickok |
| 6 de agosto | 2.ª etapa do Tour Internacional dos Pirenéus           | Kristabel Doebel-Hickok |
| 7 de agosto | Tour Internacional dos Pirenéus                        | Kristabel Doebel-Hickok |

#### Campeonatos nacionais
| Datas       | Corridas                                  | Vencedora    |
| 24 de junho | Campeonato de Israel Contrarrelógio (CRI) | Omer Shapira |
| 25 de junho | Campeonato de Israel em Estrada           | Omer Shapira |
| 26 de junho | Campeonato dos Estados Unidos em Estrada  | Emma Langley |

## Elencos
Para anos anteriores, veja-se Elencos da EF Education-TIBCO-SVB

### Elenco de 2022
| Integrantes da equipe 2022 | Integrantes da equipe 2022 | Integrantes da equipe 2022           | Integrantes da equipe 2022 |
| Ciclista                   | Data de nascimento         | Equipe anterior                      |                            |
| -------------------------- | -------------------------- | ------------------------------------ | -------------------------- |
| Elizabeth Banks            | 7 novembro 1990            | Ceratizit-WNT Pro Cycling (2021)     |                            |
| Letizia Borghesi           | 16 outubro 1998            | Aromitalia-Basso Bikes-Vaiano (2021) |                            |
| Kristabel Doebel-Hickok    | 28 abril 1989              | Rally Cycling (2021)                 |                            |
| Tanja Erath                | 7 outubro 1989             | Canyon-SRAM Racing (2020)            |                            |
| Veronica Ewers             | 1 setembro 1994            | Fount Cycling Guild (2021)           |                            |
| Kathrin Hammes             | 9 janeiro 1989             | Ceratizit-WNT Pro Cycling (2021)     |                            |
| Emma Langley               | 23 novembro 1995           | Team Illuminate (2020)               |                            |
| Emily Newsom               | 4 setembro 1983            |                                      |                            |
| Sara Poidevin              | 7 maio 1996                | Rally Cycling (2021)                 |                            |
| Omer Shapira               | 9 setembro 1994            | Canyon-SRAM Racing (2021)            |                            |
| Abi Smith                  | 1 abril 2002               |                                      |                            |
| Lauren Stephens            | 28 dezembro 1986           | Cylance (2018)                       |                            |
| Magdeleine Vallieres       | 10 agosto 2001             | World Cycling Centre (2021)          |                            |
|                            |                            |                                      |                            |
| Fonte: ProCyclingStats     |                            |                                      |                            |